# یواس‌اس لامانس (دی‌یی-۷۴۳)
یواس‌اس لامانس (دی‌یی-۷۴۳) (به انگلیسی: USS Lamons (DE-743)) یک کشتی بود که طول آن ۳۰۶ فوت (۹۳ متر) بود. این کشتی در سال ۱۹۴۳ ساخته شد.